# Nazionale femminile di pallacanestro della Macedonia del Nord
La nazionale di pallacanestro femminile della Macedonia del Nord rappresenta la Macedonia del Nord nelle competizioni internazionali femminili di pallacanestro organizzate dalla FIBA ed è gestita dalla Federazione cestistica della Macedonia del Nord.

## Storia

### Nazionale RSF Jugoslavia (1935-1991)
Fino al 1991 le cestiste macedoni, nelle competizioni internazionali, hanno militato nella fortissima Nazionale jugoslava, pur non avendone mai costituito l'ossatura principale.

### Nazionale macedone (dal 1993)
Il team macedone si è formato nel 1993, dopo le guerre che hanno portato al disfacimento della Repubblica di Jugoslavia.
Pochissima gloria per questa selezione, che, dato anche lo scarso numero di praticanti, negli ultimi anni ha partecipato agli Europei dei Piccoli Stati.

## Formazioni
Campionato europeo FIBA dei piccoli stati Women 20124 Udovalieva, 5 Tanturovska, 6 Sekuloska, 7 Gavriloska, 8 Dimovska, 9 Živković, 10 Radenković, 11 Mitrasinovik, 12 Musa, 13 Agić, 14 Ivanova, 15 Reskoska,        All. Lidija Ilkova

## Nazionali giovanili
- Selezioni giovanili della nazionale di pallacanestro della Macedonia del Nord